# Hans Frank (Bildhauer)
Hans Frank (* 15. Mai 1923 in Burghausen; † 30. März 2008 in Haiming) war ein deutscher Bildhauer und Kirchenausstatter.

## Leben
Hans Frank besuchte 1937 bis 1941 die Berufsfachschule für Holzschnitzerei in Berchtesgaden, 1942 nahm er ein Studium an der Akademie der Bildenden Künste München auf. Ab 1947 war er in Burghausen freiberuflich als Künstler tätig. Im selben Jahr war er maßgeblich an der Gründung der Künstlergruppe Die Burg beteiligt.
Er engagierte sich kommunalpolitisch insbesondere in Kultur und Denkmalpflege. 1952 bis 1956 war er in Burghausen Stadtrat, 1992 bis 2002 Stadtheimatpfleger.
2023 widmete die Stadt Burghausen Hans Frank eine Ausstellung.

## Werke (Auswahl)

### Werke in Burghausen
- „Schulbub“ (Bronze), „Pfeiferlbub“ (Bronze)
- Denkmal (Stein und Bronze?) an der Burghauser Hinrichtungsstätte[2]
- Kath. Stadtpfarrkirche St. Jakob: Madonna, 1960
- Johannes-Hess-Grundschule: vier Frösche (Kunststein), um 1955, ursprünglich an den Ecken eines Brunnens, seit 2012 flankierend an den Eingängen platziert
- „Salzträger“ (Muschelkalk), am Brückenkopf der Neuen Salzach-Brücke (erbaut 1961)
- „Pinguinbrunnen“ am Heilig-Geist-Spital

### Werke in Bayern (Auswahl)

„Fideler Bär“, Skulptur aus Kunststein, an der Klobensteiner Straße bei Kössen

- Burgkirchen an der Alz, Ev. Dreifaltigkeitskirche: Altar, Kanzel und Taufstein, 1961
- Burgkirchen an der Alz: Heimatvertriebenen-Denkmal „Alte Frau aus dem Osten“, 1961; Max-Planck-Denkmal, 1964; Alzbrücke, „Hl. Christophorus“, 1965; Freibad, Mutter mit Kind (Bronze), 1974
- Egglham, Kath. Pfarrkirche St. Stephan: Altar (Muschelkalk-Blaubank); Ambo (Muschelkalk-Blaubank, „Christus als Sämann“, Inschrift Ambo: „SEMEN EST VERBUM DEI“), Türgriffe Außentüren (4 nährende Pelikane, Bronze), Türgriffe Windfangtüren (4 Taubenpaare, Bronze), Taufsteindeckel (Taufe Jesu durch Johannes, Bronze), Vortragekreuz (Bronze und Bergkristall; abgängig), Tabernakel (Bronze vergoldet), 1965
- Hohenwart: Alzbrücke, Auffliegende Reiher, o. J.
- Kössen: „Fideler Bär“, 1971
- Niedergottsau: Kriegerdenkmal, 1972
- Kath. Kirche Mariä Himmelfahrt in Weildorf: Volksaltar und Ambo, 1989

## Ehrungen
- 1984 Denkmalschutzmedaille, Bayerisches Landesamt für Denkmalpflege
- 1995 Landkreismedaille für ehrenamtliche Tätigkeit, Landkreis Altötting
- 1997 Silberne Ehrennadel, Stadt Burghausen